# Fort Rotterdam
Fort Rotterdam és un fort a Makassar, una ciutat de l'illa indonèsia de Cèlebes. Va ser construït al  segle XVII per la Companyia Holandesa de les Índies Orientals en el lloc d'un antic fort del regne de Gowa, Jum Pandan, d'on prové el nom "Ujung Pandang" sota el qual el règim de Suharto havia rebatejat la ciutat com a Makassar.